# 前6千紀
在前6千紀（或称前第6个千年），人类开始广泛从事农业生产，全世界人口已经达到5百万左右。

## 事件
- 公元前6000年 — 印度河流域文明的梅尔伽赫新石器时代文化发展到顶峰。
- 公元前6000年 — 气候达到125,000年来的最热时期，海平面达到最高峰。（McEvedy）[來源請求]
- 公元前6000年 — 53个當時的陶俑和石制农业生产工具於2007年3月4日在今日希腊的塞萨洛尼基以西的科扎尼镇发现。
- 公元前6000年 — 两河和尼罗河流域开始进入铜器时代，（Roux 1980），中东地区首次使用铜器。(Bailey 1973)
- 公元前6000年 — 新石器时代的农业生产方式从小亚细亚传播到巴尔干半岛。(1967 McEvedy)
- 公元前6000年 — 中国的仰韶文化出现，持续到公元前1500年左右，中国最早的书写符号出现。(Atlas of China, 1983)
- 公元前6000年 — 马科动物在美洲消失。
- 公元前6000年 — 印度开始驯化原鸡属动物。
- 公元前5900年 — 在欧洲的贝尔格莱德出现史前的温查文明。
- 公元前5800年 — 中国的大地湾文化出现。
- 公元前5800年 — 美索不达米亚发现最早的印章。(Roux 1980)
- 公元前5760年 — 法国的皮德道姆火山喷发。
- 公元前5677年 — 美国3,700米的玛扎马火山爆发，形成俄勒冈州的火山口湖。[1]
- 公元前5600年  — 北非的沙漠化进程开始，导致撒哈拉沙漠的形成。
- 公元前5600年 — 印第安人开始在北美洲东海岸定居。
- 公元前5509年 — 东罗马帝国的日历认为当年的9月1日是创世纪开始。
- 公元前5500年 — 中国辽河流域的新乐文化出现。
- 公元前5500年 — 古埃及进入农业时代。
- 公元前5500年 — 古埃及前王朝开始。（也有一种说法认为从前4350年开始）。
- 公元前5450年 — 冰岛的海克拉火山喷发。
- 公元前5400年 — 中国滦河流域的赵宝沟文化出现。
- 公元前5400年 — 两河流域的苏美尔人开始实行灌溉农业。
- 公元前5300年 — 中国山东的北辛文化出现。
- 公元前5200年 — 人类开始在马耳他定居。
- 公元前5000年 — 中国的河姆渡文化出现。
- 公元前5000年 — 中国三峡一带的大溪文化出现。
- 公元前5000年 — 中国长江下游的马家浜文化出现。
- 公元前5000年 — 欧洲中北部开始农业生产。

## 环境变化

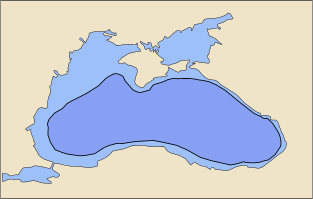
黑海今日(淺藍區)及西元前5600(深藍區)面積的比較圖

- 公元前7000年 — 全新世最佳氣候期開始。
- 公元前5600年 — 由於冰川大幅熔化，使黑海的面積迅速擴大。
- 公元前5800年 —毀滅刃齒虎在南美洲滅絕

## 发明与发现
- 公元前6000年 — 希腊的基克拉泽斯群岛开始制造陶器。
- 公元前6000年 — 小亚细亚开始建造砖建筑物。[2]
- 尼罗河流域出现农业。
- 亚洲开始种植水稻。
- 发明了犁。
- 公元前6000年-前5000年 — 波斯人发明了酿造果酒。
- 公元前5000年 — 美洲原住民独立开始农业生产。[2]

## 考古遗址
- 公元前5700年 — 美索不达米亚平原的薩邁拉文化出现。（约为公元前5700年至前4900年）
- 公元前5500年 — 在今日巴基斯坦俾路支省的梅赫爾格爾(Mehrgarh)發現當時生產的陶器。
- 公元前5100年 — 在美索不達米亞平原南部發現在當時興建的神廟。
- 古老的欧洲地中海文化出现。